# Dibrowa (obwód lwowski)
Dibrowa (ukr. Діброва; do 18 lipca 1946 Sałasze) – wieś na Ukrainie, w obwodzie lwowskim, w rejonie sokalskim. W 2001 roku liczyła 630 mieszkańców.
Sałasze były w XVIII wieku wsią należącą do starostwa mostowskiego w województwie bełskim. 
W II Rzeczypospolitej do 1934 roku samodzielna gmina jednostkowa Sałasze. Następnie należała do zbiorowej wiejskiej gminy Bruckenthal w powiecie rawskim, w woj. lwowskim. Po wojnie wieś weszła w struktury administracyjne Związku Radzieckiego. 